# Nordjyske Jernbaner
A Nordjyske Jernbaner (dán: Észak-jütlandi Vasutak) dán vasúttársaság, mely Dánia Nordjylland régiójában, a Skagensbanen és a Hirtshalsbanen könnyűvasúti vonalakat üzemelteti. A cég 89%-ban a Nordjyllands Trafikselskab tulajdonát képezi és a Hjørring Privatbaner és a Skagensbanen 2001. július 1-i egyesülésével jött létre, 2001. január 1-jei visszamenőleges hatállyal. A vállalat állománya 8 darab 2005-ben üzembe helyezett Siemens Desiro ikermotorkocsiból, 13 darab 2017-ben üzembe helyezett Alstom Coradia LINT 41 motorvonatból, valamint 1 darab Z70 740 tolatómozdonyból áll.

## Gördülőállomány
| Jelenlegi    | Jelenlegi | Jelenlegi                    | Jelenlegi    | Jelenlegi | Jelenlegi               | Jelenlegi                 | Jelenlegi | Jelenlegi                         |
| Sorozat      | Kép       | Típus                        | Max sebesség | Darab     | Kocsik szerelvényenként | Ülőhelyek száma           | Gyártva   | NJ-üzemben                        |
| ------------ | --------- | ---------------------------- | ------------ | --------- | ----------------------- | ------------------------- | --------- | --------------------------------- |
| Litra DM     |           | dízel motorvonat             | 120 km/h     | 8         | 2                       | 116 (ebből 13 lehajtható) | 2001–2005 | 2004–napjainkig                   |
| Litra Lm     |           | dízel motorvonat             | 140 km/h     | 13        | 2                       | 120                       | 2016–2017 | 2017–napjainkig                   |
| Litra Z 70   |           | „digitalizált” tolatómozdony | 70 km/h      | 1         | –                       | 0                         | 1966      | 2018–napjainkig                   |
| Korábbi      |           |                              |              |           |                         |                           |           |                                   |
| Sorozat      | Kép       | Típus                        | Max sebesség | Darab     | Kocsik szerelvényenként | Ülőhelyek száma           | Gyártva   | NJ-üzemben                        |
| Litra M 9-11 |           | dízel-villamos mozdony       | 133 km/h     | 3         | –                       | 0                         | 1961–1962 | 2001–2008                         |
| Litra M 17   |           | dízel-villamos mozdony       | 133 km/h     | 1         | –                       | 0                         | 1964      | 2002–2008                         |
| Litra T 51   |           | kismozdony                   | 45 km/h      | 1         | –                       | 0                         | 1960      | 2001–2007                         |
| Litra T 52   |           | kismozdony                   | 45 km/h      | 1         | –                       | 0                         | 1964      | 2001–2019                         |
| Litra T 53   |           | kismozdony                   | 60 km/h      | 1         | –                       | 0                         | 1955      | 2001–2003                         |
| Litra YM     |           | dízel motorvonat             | 80 km/h      | 9         | –                       | 40                        | 1968–1988 | 2001–2008 (2005-től tartalékként) |
| Litra YP     |           | személykocsi                 | –            | 5         | –                       | 64                        | 1970–1983 | 2001–2008 (2005-től tartalékként) |
| Litra YS     |           | vezérlőkocsi                 | –            | 6         | –                       | 56                        | 1968–1983 | 2001–2005 (2005-től tartalékként) |